# الکسیس لئون
الکسیس لئون (انگلیسی: Alexis Leon؛ زادهٔ ۱۹ ژوئیه ۱۹۶۶) یک مشاوره فناوری اطلاعات اهل هند است. که ۵۰ کتاب در زمینۀ فناوری اطلاعات، اینترنت و مدیریت نوشته است. نشریات او نیز به عنوان کتاب‌های مرجع در بسیاری از سازمان ها استفاده می شود.